# Мелизе (Верхняя Сона)
Мелизе́ (фр. Mélisey) — коммуна во Франции, находится в регионе Франш-Конте. Департамент — Верхняя Сона. Административный центр кантона Мелизе. Округ коммуны — Люр.
Код INSEE коммуны — 70339.

## География
Коммуна расположена приблизительно в 340 км к востоку от Парижа, в 75 км северо-восточнее Безансона, в 35 км к северо-востоку от Везуля.
По территории коммуны протекает река Оньон, есть много озёр. Около половины территории коммуны покрыто лесами.

## Население
Население коммуны на 2010 год составляло 1677 человек.
| 1962 | 1968 | 1975 | 1982 | 1990 | 1999 | 2010 |
| ---- | ---- | ---- | ---- | ---- | ---- | ---- |
| 1750 | 1844 | 1947 | 1877 | 1805 | 1802 | 1677 |

## Администрация
| Период | Период | Фамилия         | Партия                   | Примечания                                             |
| ------ | ------ | --------------- | ------------------------ | ------------------------------------------------------ |
| 1977   | 2008   | Роза-Мари Давьо | Радикальная левая партия | член генерального совета                               |
| 2008   | 2014   | Режи Пино       | Радикальная левая партия | вице-президент сообщества коммун верхней долины Оньона |

## Экономика
В 2010 году среди 1036 человек трудоспособного возраста (15—64 лет) 728 были экономически активными, 308 — неактивными (показатель активности — 70,3 %, в 1999 году было 66,7 %). Из 728 активных жителей работали 629 человек (351 мужчина и 278 женщин), безработных было 99 (38 мужчин и 61 женщина). Среди 308 неактивных 79 человек были учениками или студентами, 140 — пенсионерами, 89 были неактивными по другим причинам.

## Фотогалерея

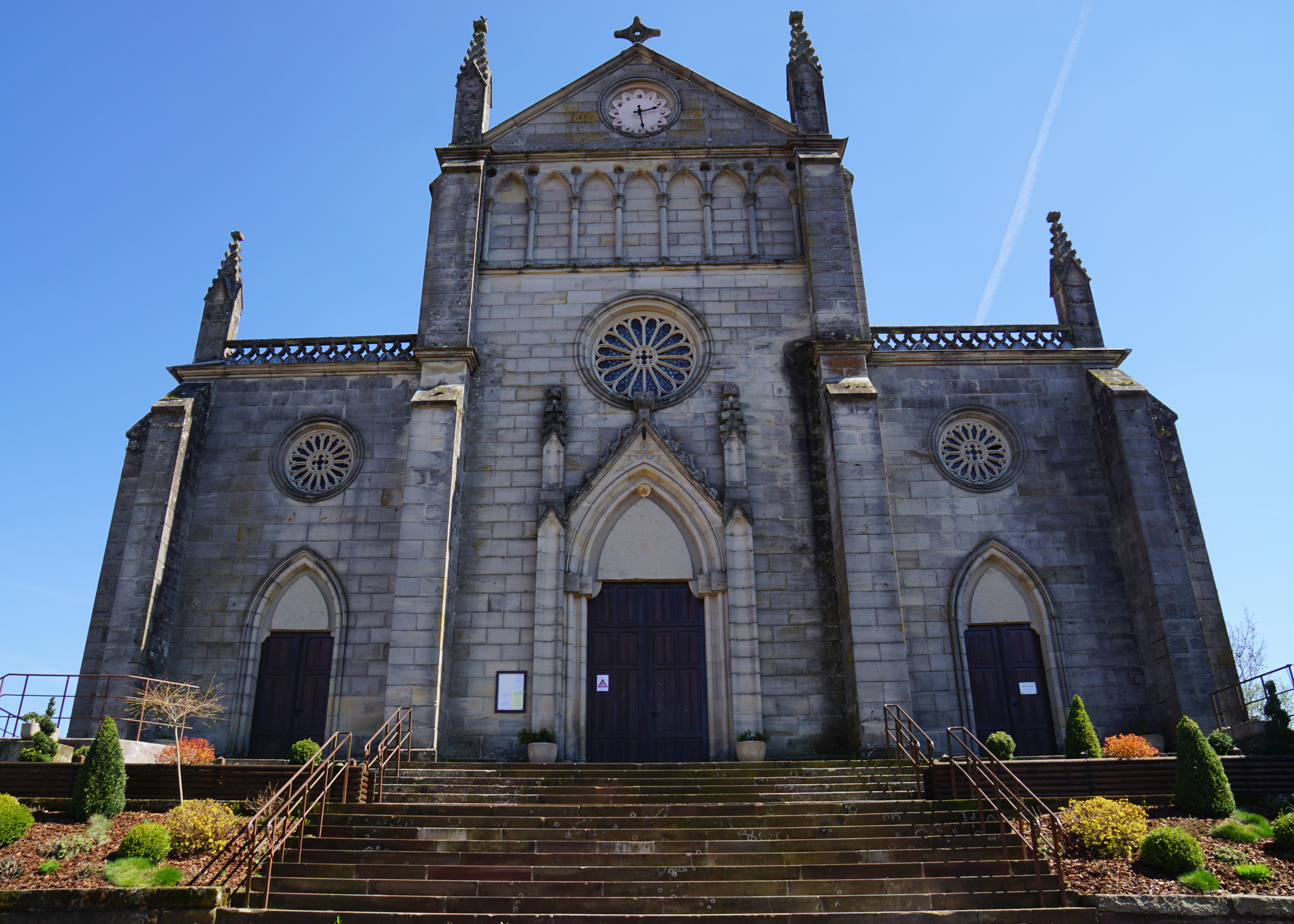
Церковь Свв. Петра и Павла
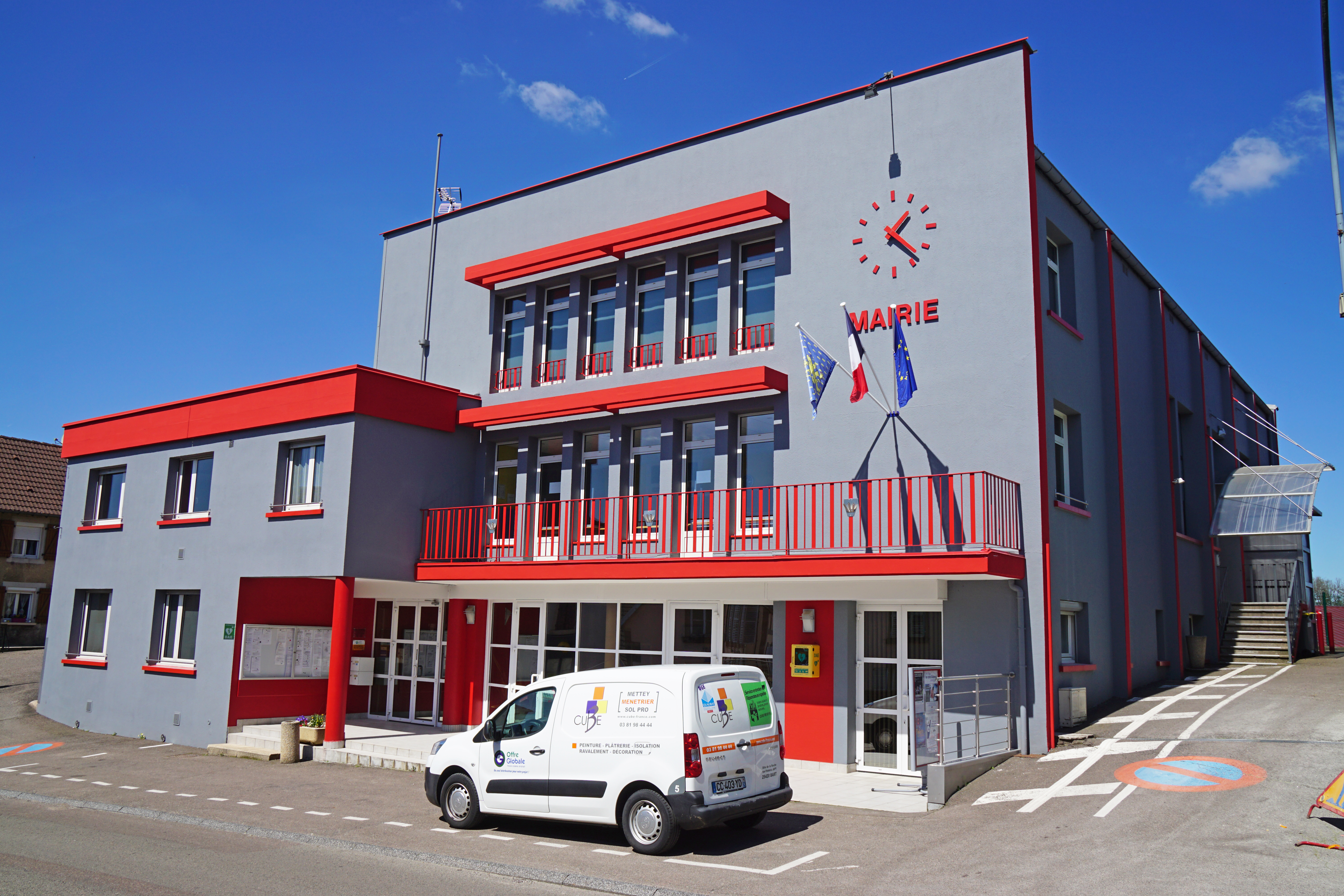
Мэрия
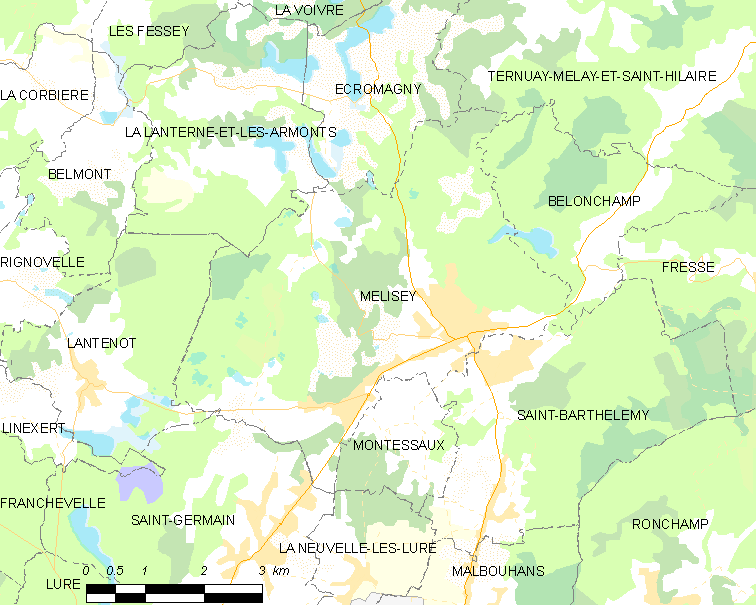
Карта коммуны